# Resolució 1942 del Consell de Seguretat de les Nacions Unides
La Resolució 1942 del Consell de Seguretat de les Nacions Unides fou adoptada per unanimitat el 29 de setembre de 2010. Després de recordar la Resolució 1933 (2010) sobre la situació a Costa d'Ivori, el Consell va augmentar els contingents militars i policials de l'Operació de les Nacions Unides a Costa d'Ivori (UNOCI).
El Consell de Seguretat va recordar la seva decisió de considerar l'augment temporal del nombre de membres del personal militar i policial abans i després de les eleccions a un total no superior a 500 persones addicionals. El Secretari General de les Nacions Unides, Ban Ki-moon, havia recomanat un augment de 8.650 a 9.150, i que les parts de Costa d'Ivori van acordar una llista final dels votants el 6 de setembre de 2010.
Actuant sota el Capítol VII de la Carta de les Nacions Unides, el Consell va autoritzar un augment del personal militar i policial d'UNOCI en 500 efectius, de 8.650 a 9.150, per a un desplegament immediat durant un període de fins a sis mesos.